# سيد جبيل
سيد جبيل هو صحفي، مؤلف، ومدون مرئي، وناشط على شبكة الإنترنت، وصانع محتوى معرفي على يوتيوب. وهو مساعد رئيس تحرير جريدة الوطن المصرية، ورئيس قسم الاقتصاد في الجريدة.
يعد سيد جبيل أحد أعلام الصحافة الاستقصائية في العالم العربي. وفي 2015، ذاع صيته عبر «قناة نعرف» عبر يوتيوب، ويحقق حاليًا شهرة واسعة في مصر والسعودية وفي أنحاء الوطن العربي وشمال أفريقيا من خلال فيدوهات معرفية وسياسية، وقد وصل عدد المشتركين في قناته في اليوتيوب إلى أكثر من 800 ألف مشترك واكثر من 135 مليون مشاهد.